# Belarus

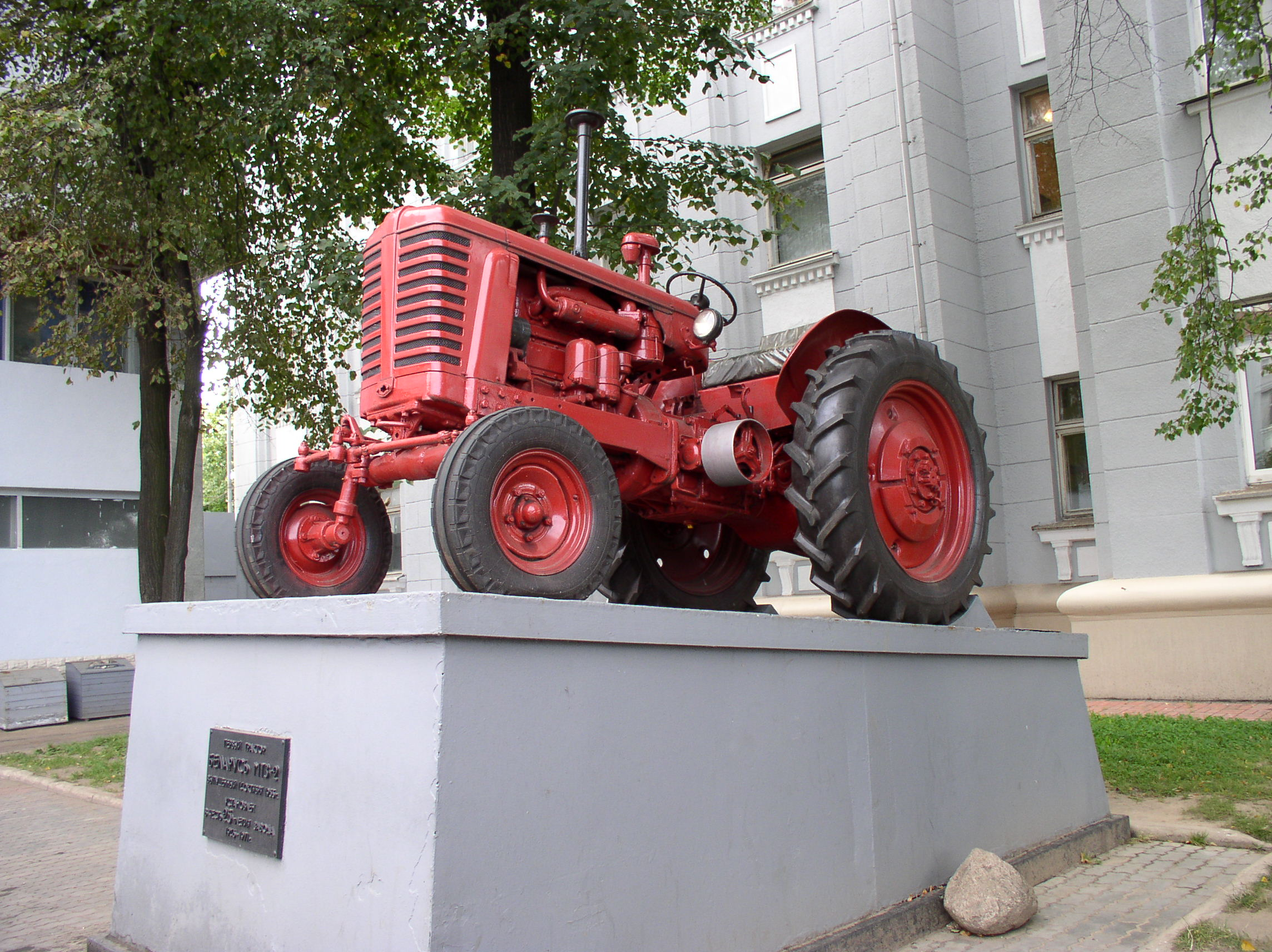
Belarus MTZ-2

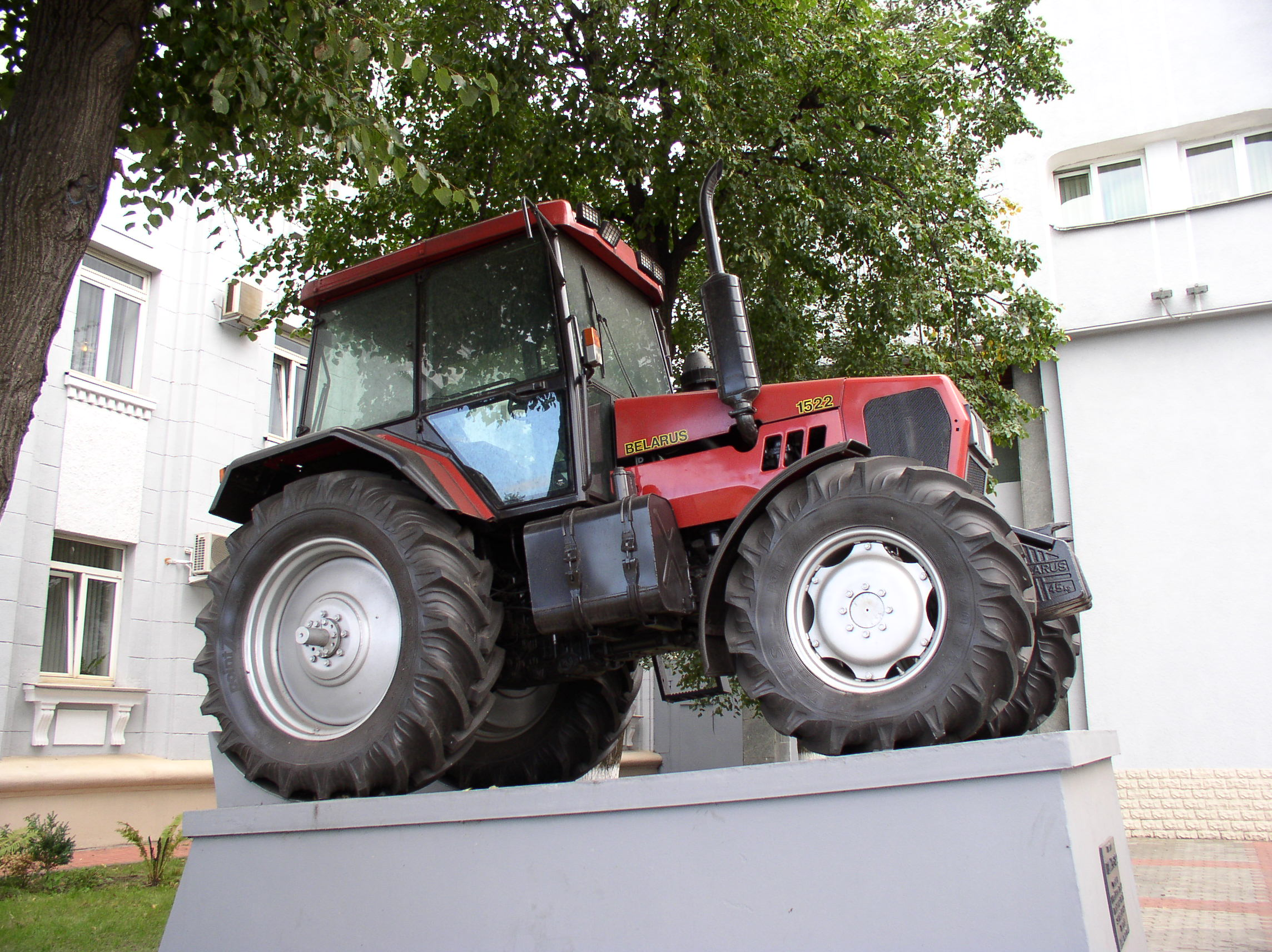
Belarus-1522

Belarus (biał. «Белару́с», pol. Biełarus) – marka czterokołowych traktorów wytwarzanych w Mińskiej Fabryce Traktorów (MTZ) od roku 1953.
Najbardziej popularnymi modelami były kolejno: MTZ-2 (produkcja od 1953), MTZ-50 (produkcja od 1961), MTZ-80 (produkcja od 1974) i MTZ-1221 (produkcja od 1986).
Traktory Belarus są dobrze znane w krajach WNP i dawnego bloku wschodniego. Używane są w różnych warunkach klimatycznych i gałęziach gospodarki: rolnictwie, leśnictwie i budownictwie. Produkty MTZ wykorzystywane były i są w ponad 100 krajach świata (w tym Stanach Zjednoczonych) i stanowią 7–8% światowej produkcji traktorów.
Nazwa „Biełarus” oznacza w języku białoruskim „Białorusin” i używana jest od uzyskania przez Białoruś niepodległości. Wcześniej, za czasów ZSRR używana była nazwa „Biełaruś” (biał. Беларусь), czyli „Białoruś”. W polskiej transkrypcji nazwa brzmi Biełarus, lecz używana jest forma w transliteracji międzynarodowej Belarus.
W 2007 roku rozpoczęto produkcję kompaktowych ciągników Belarus serii 320 w Bobrujskiej Fabryce Detali i Agregatów do Traktorów.

## Modele obecnie w produkcji
- seria Belarus-300 – traktory małogabarytowe
- seria Belarus-500 – głęboka modernizacja traktora MTZ-50
- seria Belarus-600
- seria Belarus-800 – głęboka modernizacja traktora MTZ-80
- seria Belarus-900
- seria Belarus-1000
- seria Belarus-1200
- seria Belarus-1500
- seria Belarus-2000
- seria Belarus-3000